# Драмско позориште
Драмско позориште је врста позоришта која се првенствено бави извођењем драмских дела, односно позоришних комада заснованих на писаном драмском тексту. За разлику од других сценских форми попут опере, балета или музичког позоришта где су музика, песма или плес доминантни изражајни елементи, у драмском позоришту нагласак је на глумачкој интерпретацији дијалога и драмске радње коју је осмислио драмски писац.

## Дефиниција и основне карактеристике
Драмско позориште обухвата широк спектар позоришних жанрова, од трагедије и комедије до драме у ужем смислу речи (која се често бави озбиљним темама из савременог живота). Основне карактеристике драмског позоришта су:
- Ослањање на драмски текст: Представа се темељи на писаном делу које садржи дијалоге, монологе, ликове и сценска упутства (дидаскалије).
- Централна улога глумца: Глумац је кључни носилац радње и тумач ликова, користећи свој глас, тело и емоције.
- Развој драмске радње: Приказивање сукоба, развоја ликова и низа догађаја који воде ка расплету.
- Циљ: Може бити катарзичан (посебно у трагедији), забавни (у комедији), поучни, друштвено-критички или истраживачки.
- Разноврсност стилова режије и глуме: Од реалистичких и натуралистичких приступа до стилизованих, симболичких или експерименталних форми.

## Историјски развој (кратак преглед)
Корени драмског позоришта налазе се у античком грчком позоришту (V век п. н. е.), где су настале трагедија (Есхил, Софокле, Еурипид) и комедија (Аристофан). Римско позориште је наставило ову традицију (Плаут, Теренције, Сенека).
У средњем веку у Европи, драмски облици су постојали у виду црквених приказа (мистерије, миракли, моралитети). Ренесанса доноси процват драмског стваралаштва, посебно у Енглеској (елизабетанско позориште – Шекспир, Марлоу) и Шпанији (Златни век – Лопе де Вега, Калдерон де ла Барка).
Током XVII века у Француској доминира класицистичка драма (Корнеј, Расин, Молијер). У XVIII веку развија се грађанска драма, а XIX век доноси романтичарску драму (Иго, Шилер) и касније реализам и натурализам (Ибсен, Стриндберг, Чехов).
XX век обележен је великом разноврсношћу драмских праваца, од симболизма и експресионизма, преко епског позоришта (Бертолта Брехта), театра апсурда (Бекет, Јонеско), до савремених постдрамских форми.

## Жанрови у драмском позоришту
Најзначајнији жанрови који се изводе у драмском позоришту су:
- Трагедија: Драмско дело са озбиљном тематиком, узвишеним ликовима и најчешће трагичним завршетком.
- Комедија: Драмско дело са хумористичким садржајем, чији је циљ да изазове смех. Постоје различите врсте комедије: комедија карактера, комедија ситуације, комедија нарави, сатира, фарса, гротеска.
- Драма (у ужем смислу): Назив за позоришни комад који није ни трагедија ни комедија, већ обрађује озбиљне проблеме из живота појединаца или друштва, често са реалистичким приказом. Може бити психолошка, социјална, породична, итд.
- Трагикомедија: Драмско дело које комбинује елементе трагедије и комедије.
- Историјска драма: Драмско дело чија је радња смештена у прошлост и бави се историјским догађајима или личностима.
- Мелодрама: Драмско дело са наглашеним емоционалним набојем, често патетичним сценама и срећним или дирљивим завршетком.

## Кључни елементи продукције
Продукција представе у драмском позоришту укључује сарадњу бројних уметника и стручњака:
- Драмски текст (сценарио): Основа представе, дело драмског писца.
- Редитељ: Даје уметничку концепцију и води процес стварања представе.
- Глумци: Тумаче ликове.
- Сценограф: Осмишљава визуелни изглед сцене.
- Костимограф: Осмишљава костиме за ликове.
- Дизајнер светла: Креира светлосну атмосферу представе.
- Композитор сценске музике и дизајнер звука: Стварају звучну кулису и музичке нумере.
- Драматург: Често сарађује са редитељем и писцем на адаптацији текста и драматуршкој анализи.

## Драмско позориште у Србији (примери)
Србија има богату традицију драмског позоришта. Најзначајније институције које негују драмски репертоар су:
- Народно позориште у Београду (Драма)
- Југословенско драмско позориште (Београд)
- Атеље 212 (Београд)
- Београдско драмско позориште
- Звездара театар (Београд)
- Српско народно позориште (Нови Сад - Драма)
- Бројна народна позоришта у градовима широм Србије (Ниш, Крагујевац, Суботица, Сомбор, Ужице, итд.).[2]

## Разлика у односу на друге позоришне форме
Драмско позориште се од других позоришних форми разликује пре свега по доминантној улози говорног драмског текста и глумачке интерпретације.
- За разлику од опере и оперете, где је музика и певање примарно изражајно средство, у драмском позоришту музика има углавном пратећу или атмосферску улогу.
- За разлику од балета и савремене игре, где је покрет и кореографија основни носилац значења, у драмском позоришту покрет је у функцији глумачке игре и карактеризације.
- За разлику од луткарског позоришта, у драмском позоришту ликове тумаче глумци непосредно.